# Claudio Recalcati
Claudio Recalcati (Milano, 18 novembre 1960) è un poeta italiano.
Ha pubblicato le raccolte poetiche: Riti di passaggio (1995), Senza più regno (1998), Un altrove qualunque (Moretti & Vitali, 2001) supervincitore del Premio Internazionale Eugenio Montale 2002, "Microfiabe" (Mondadori-2010),"Cartoline dell'addio" (Stampa 2009-2013) e "I barlumm d'un barlafuss " (Abeditore  - 2018) Premio città di Legnano - Giuseppe Tirinnanzi 2015, "Vittima delle Rose" (Samuele Editore 2024). 
Ha curato, con Carlo Maria Bajetta e Edoardo Zuccato, il testo universitario Amore che ti fermi alla terra. Antologia di voci del petrarchismo europeo (I.S.U. Università Cattolica, 2004).
Ha tradotto poeti per "Testo a fronte" e gran parte dell'opera poetica di Francois Villon, in dialetto milanese, in collaborazione con Edoardo Zuccato, Biss, lusert e alter galantomm (Effigie, 2005).
È apparso sulle maggiori riviste letterarie e sull'Almanacco dello Specchio (Mondadori, 2006).
È presidente del Premio letterario "Editoria di Merito " -Pesaro giunto alla 3za Edizione 2024.
| Controllo di autorità | VIAF (EN) 5879244 · ISNI (EN) 0000 0001 0717 7421 · SBN BVEV091338 · GND (DE) 124948111 · BNF (FR) cb16246250q (data) |